# Comité Paralímpico Venezolano
El Comité Paralímpico Venezolano es el comité paralímpico nacional que representa a Venezuela. Esta organización fue creada en 2003 y es la responsable de las actividades deportivas paralímpicas en el país. Es miembro del Comité Paralímpico Internacional y del Comité Paralímpico de las Américas.